# Schicht

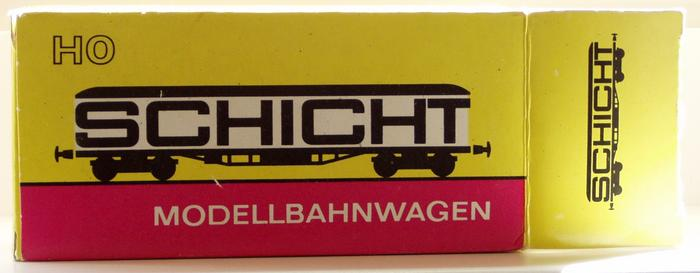
Opakowanie wagonów Schicht

Schicht – dawny niemiecki producent modeli kolejowych w skali H0.

## Historia
W 1947 roku Schicht rozpoczął produkowanie modeli wagonów kolejowych. Zakłady upaństwowiono jako przedsiębiorstwo państwowe VEB Modellbahnwagen Dresden które było jedynym producentem wagonów osobowych w skali H0 w NRD. Modele kolejek skali H0 były typowe dla Niemiec Wschodnich ze względu na niewielką średnią powierzchnie mieszkań. W 1981 roku przedsiębiorstwo zostało przyłączone do przedsiębiorstwa Piko Modellbahn. Po zjednoczeniu Niemiec przedsiębiorstwo państwowe VEB Modellbahnwagen Dresden zostało zakupione przez producenta modeli kolejowych Sachsenmodelle. W 2001 roku Sachsenmodelle zostało zakupione przez Tillig.